# Matías Jadue
Matías Nicolás Jadue González (sinh ngày 16 tháng 5 năm 1992) là một cầu thủ bóng đá người Palestine hiện tại thi đấu cho Everton de Viña del Mar.

## Sự nghiệp quốc tế
Anh sinh ra và lớn lên ở Chile và có gốc Palestine. Anh thi đấu cho U-17 Chile ở Giải vô địch bóng đá U-17 Nam Mỹ 2009. Sau đó anh chuyển sang Đội tuyển bóng đá quốc gia Palestine và có màn ra mắt cho đội bóng trong thất bại 3-2 trước Ả Rập Xê Út, trong đó anh ghi một bàn thắng.

### Bàn thắng quốc tế
Tỉ số và kết quả liệt kê bàn thắng của Palestine trước.
| Bàn thắng | Ngày                | Địa điểm                                                    | Đối thủ     | Tỉ số | Kết quả | Giải đấu                                     |
| --------- | ------------------- | ----------------------------------------------------------- | ----------- | ----- | ------- | -------------------------------------------- |
| 1.        | 11 tháng 6 năm 2015 | Sân vận động Hoàng tử Mohamed bin Fahd, Dammam, Ả Rập Xê Út | Ả Rập Xê Út | 2–2   | 2–3     | Vòng loại giải vô địch bóng đá thế giới 2018 |

## Danh hiệu

### Câu lạc bộ
Universidad Católica
- Primera División de Chile: 2010
- Copa Chile: 2011